# Pokłon pasterzy (obraz El Greca z 1614)
Pokłon pasterzy – jeden z ostatnich obrazów hiszpańskiego malarza pochodzenia greckiego Dominikosa Theotokopulosa, znanego jako El Greco.
Motyw przedstawiony na obrazie został zaczerpnięty z Ewangelii św. Łukasza (2: 15-21) i dotyczy wydarzeń zaraz po narodzeniu Chrystusa.
Jest to jeden z ostatnich obrazów El Greca i jedno z najbogatszych kolorystycznie dzieł tego artysty. Również ekstremalnie wydłużone postacie są charakterystyczne dla twórczości artysty w jego ostatnich latach twórczych. Obraz przez wiele lat wisiał w jednej z kaplic klasztoru św. Dominika w Toledo. W 1824 roku został przeniesiony do ołtarza głównego, w miejsce innego dzieła artysty. W 1954 roku obraz trafił do Muzeum Prado.

## Opis obrazu
Tradycyjnie, na białej pieluszce leży Dzieciątko od którego bije blask oświetlający skupionych wokół niego rodziców i pasterzy. Światło mieni się na kolorowych szatach wszystkich zebranych tworząc wrażenie tanecznego ruchu figur. Kontrast pomiędzy jasnymi i ciemnymi fragmentami kompozycji potęguje wrażenie doniosłej chwili. Nad Dzieciątkiem unoszą się aniołowie również pławiący się w świetle małego Jezusa. Ta partia obrazu może przypominać brakujący fragment innego dzieła pt. Otwarcie piątej pieczęci Apokalipsy.
W tym samym roku powstała druga wersja Pokłonu pasterzy znajdująca się obecnie w Metropolitan Museum of Art w Nowym Jorku.